# Nasonia
Nasonia és un gènere d'himenòpters apòcrits de la família Pteromalidae. Són parasitoides que piquen i ponen els ous en les pupes de diverses mosques. Les espècies de mosca que Nasonia sol parasitar són principalment les mosques vironeres i les mosques de la carn, fet que converteix les Nasonia en una eina útil en el control biològic de plagues. Les vespes Nasonia són petites; mesuren la quarta part d'una Drosophila melanogaster.
Les espècies d'aquest gènere han adquirit gens del virus de la verola i de Wolbachia en menys de 100.000 anys.
Actualment hi ha quatre espècies descrites del gènere Nasonia, N. vitripennis, N. longicornis, N. giraulti, i N. oneida. N. vitripennis es troba per tot el món; N. giraulti es troba a l'est de l'Amèrica del Nord i N. longicornis es troba a l'oest de l'Amèrica del Nord.

## Genòmica
El 2010 el genoma de Nasonia va ser anunciat després de més de quatre anys de feina per un consorci internacional de grups de recerca finançats pel National Human Genome Research Institute. S'espera que aquest descobriment condueixi a aplicacions en el control de plagues.